# Schönbrunn (metropolitana di Vienna)
Schönbrunn è una stazione della linea U4 della metropolitana di Vienna ubicata nel 13º distretto in prossimità dell'omonima reggia imperiale e residenza estiva degli Asburgo.

## Descrizione
La stazione, a due binari laterali, è dislocata nei pressi del fiume Vienna, a occidente rispetto al ponte di Schönbrunn. Per la sua posizione, la stazione è utilizzata principalmente dai turisti, vista la popolarità del Castello di Schönbrunn. L'uscita in direzione Schönbrunner Schlossstraße è stata ricostruita all'inizio degli anni 2000, con l'installazione di un ascensore per persone a mobilità limitata. Nell'altra uscita, in direzione Grünbergstraße, è stato conservato l'edificio della stazione storica. 

## Storia

### Stadtbahna vapore
La stazione, identificata con la sigla "SB" nella rete della ferrovia urbana (Stadtbahn) operata con treni a vapore, venne realizzata da Otto Wagner su incarico della Commissione per i trasporti di Vienna e fu completata nell'agosto 1896 per essere poi inaugurata in servizio il 1º giugno 1898. Tenendo conto della posizione nei pressi del Castello, era l'unica stazione ad avere le parenti dipinte di colore giallo, nella stessa tonalità usata per la struttura del Castello, invece del tipico intonaco bianco. Nei piani progettuali originali, la stazione doveva essere il punto terminale di un ampio viale, progettato sempre da Otto Wagner, che avrebbe dovuto collegare Schönbrunn con Karlplatz; il progetto però non venne mai portato a termine.. Già dai tempi della Stadtbahn a vapore, la stazione ricopriva un ruolo particolarmente importante nel traffico turistico e durante le domeniche e i giorni festivi, specialmente d'estate, era la fermata col maggior volume di traffico passeggeri.

### Stadtbahnelettrificata
A partire dal 4 giugno 1925 la Stadtbahn a vapore, che aveva comunque già sospeso il suo servizio dall'8 dicembre 1918, fu sostituita dalla Stadtbahn elettrificata. Il 21 febbraio 1945 un bombardamento aereo distrusse i muri dell'edificio della stazione, una scala di uscita e il muro di contenimento verso il fiume Vienna. I danni furono riparati il 28 marzo 1945 con lavori di carattere provvisorio, come ordinato del Commissario alla Difesa del Reich, e fino al 30 agosto 1945 i treni attraversavano la stazione senza fermarsi. La riparazione definitiva fu portata a termine solo nel 1947. Tra il 1952 e il 1953 vennero eseguiti ulteriori lavori di ristrutturazione e di sistemazione delle barriere

### U-Bahn
Nel 1976 iniziarono i lavori di riconversione in stazione della metropolitana, con un adattamento delicato ai nuovi standard del progetto generale dell'"Architektengruppe U-Bahn". L'intenzione era mantenere l'intera stazione il più possibile fedele a quella originaria e questo intervento richiese una serie di deroghe da parte dell'autorità di vigilanza. Fu conservato in gran parte l'edificio realizzato da Otto Wagner e anche i marciapiedi furono rialzati di 60 cm per riadeguarli alla struttura originale. Furono mantenute le tettoie storiche trapezoidale a copertura delee due banchine laterali, così come furono recuperate le colonne metalliche portanti, alcuni segnali della stazione e la pavimentazione con decorazioni Jugendstil. Rispetto all'originale, la copertura dei binari venne estesa per l'intera lunghezza della stazione, invece di limitarsi alla sola zona intonacata, e le pareti della stazione vennero dipinte nel colore bianco standard delle stazioni metropolitane del periodo.
Il 31 agosto 1981 venne aperto il prolungamento della linea U4 tra Meidling Hauptstraße e Hietzing e la nuova stazione di Schönbrunn divenne operativa..
Nell'autunno 2008 la stazione, classificata come bene artistico dal 1934, venne chiusa una settimana per lavori di manutenzione e consolidamento durante i quali le mattonelle della pavimentazione danneggiate furono sostituite con repliche fedeli degli originali.

## Ingressi
- Grünbergstraße
- Schönbrunner Schlossstraße